# Akulînivka, Bârzula
Akulînivka (în ucraineană Акулинівка) este un sat în comuna Balta din raionul Bârzula, regiunea Odesa, Ucraina.

## Demografie
Componența lingvistică a localității Akulînivka
     Ucraineană (95,18%)
     Rusă (4,82%)
Conform recensământului din 2001, majoritatea populației localității Akulînivka era vorbitoare de ucraineană (95,18%), existând în minoritate și vorbitori de rusă (4,82%).